# Visa
Visa é uma empresa multinacional americana de serviços financeiros, fundada em 1958. Está estabelecida em Foster City, Califórnia, Estados Unidos.
A Visa foi fundada em 1958 pelo Bank of America (BofA) como o programa de cartão de crédito BankAmericard. Em resposta ao concorrente Master Charge (atualmente Mastercard), o BofA começou a licenciar o programa BankAmericard para outras instituições financeiras em 1966. Em 1970, o BofA desistiu do controle direto do programa BankAmericard, formando uma cooperativa com os outros vários bancos emissores do BankAmericard para assumir sua administração. Em 1976, o programa passou a se chamar Visa.
Em 2008, a empresa dominou 38,3% do mercado de cartão de crédito e 60,7% de cartão de débito nos Estados Unidos. Em 2015, o Nilson Report constatou que a rede global da Visa (VisaNet) processou 100 bilhões de transações em 2014, com um volume total de US$ 6,8 trilhões.
Atualmente, a empresa opera em mais de 200 países. No Brasil, está presente desde 1971, operando inicialmente com o Bradesco. Em 1986, passou a operar juntamente com a Credicard. Em 2022, a empresa ficou em 147º lugar na lista Fortune 500 das maiores corporações dos Estados Unidos por receita, além de ser uma das mais valiosas do mundo.

## Histórico
Em 18 de setembro de 1958, o Bank of America (BofA) lançou oficialmente seu programa de cartão de crédito BankAmericard em Fresno, Califórnia. Nas semanas que antecederam o lançamento do BankAmericard, o BofA havia saturado as caixas de correio de Fresno com uma remessa inicial em massa (ou "drop", como passou a ser chamada) de 65.000 cartões de crédito não solicitados. O BankAmericard foi uma criação do grupo de reflexão interno de desenvolvimento de produtos do BofA, o Customer Services Research Group, e seu líder, Joseph P. Williams. Williams convenceu os executivos seniores do BofA, em 1956, a permitir que ele realizasse o que se tornou o primeiro envio em massa bem-sucedido de cartões de crédito não solicitados (cartões reais em funcionamento) para uma grande população.
No início, o teste de 1958 transcorreu sem problemas, mas depois o BofA entrou em pânico quando confirmou os rumores de que outro banco estava prestes a iniciar sua própria queda em São Francisco, o mercado doméstico do BofA. Em março de 1959, começaram a ser lançados cartões em São Francisco e Sacramento; em junho, o BofA estava lançando cartões em Los Angeles; em outubro, todo o estado da Califórnia estava saturado com mais de 2 milhões de cartões de crédito e o BankAmericard estava sendo aceito por 20.000 comerciantes. No entanto, o programa estava repleto de problemas, pois Williams (que nunca havia trabalhado em um departamento de empréstimos de um banco) havia sido muito sério e confiante em sua crença na bondade básica dos clientes do banco, e pediu demissão em dezembro de 1959. Vinte e dois por cento das contas estavam inadimplentes, não os 4% esperados, e os departamentos de polícia de todo o estado foram confrontados com inúmeros incidentes do novo crime de fraude de cartão de crédito. Tanto os políticos quanto os jornalistas se juntaram ao alvoroço geral contra o Bank of America e seu novo cartão de crédito, especialmente quando foi apontado que o contrato do titular do cartão responsabilizava os clientes por todas as cobranças, mesmo aquelas resultantes de fraude. O BofA perdeu oficialmente mais de US$ 8,8 milhões com o lançamento do BankAmericard, mas quando o custo total de publicidade e despesas gerais foi incluído, o prejuízo real do banco provavelmente foi de cerca de US$ 20 milhões.
Entretanto, após a saída de Williams e de alguns de seus associados mais próximos, a gerência do BofA percebeu que o BankAmericard poderia ser recuperado. Eles realizaram um "esforço maciço" para limpar a situação após a saída de Williams, impuseram controles financeiros adequados, publicaram uma carta aberta para 3 milhões de famílias em todo o estado pedindo desculpas pelas fraudes com cartões de crédito e outros problemas que o cartão causava e, por fim, conseguiram fazer com que o novo instrumento financeiro funcionasse. Em maio de 1961, o programa BankAmericard tornou-se lucrativo pela primeira vez. Na época, o BofA deliberadamente manteve essa informação em segredo e permitiu que as impressões negativas, então generalizadas, perdurassem para afastar a concorrência. Essa estratégia funcionou até 1966, quando a lucratividade do BankAmericard se tornou grande demais para ser escondida.
O objetivo original do BofA era oferecer o produto BankAmericard em toda a Califórnia, mas, em 1966, o BofA começou a assinar contratos de licenciamento com um grupo de bancos fora da Califórnia, em resposta a um novo concorrente, o Master Charge (atualmente MasterCard), que havia sido criado por uma aliança de várias associações regionais de cartões bancários para competir com o BankAmericard. O próprio BofA (como todos os outros bancos dos EUA na época) não podia se expandir diretamente para outros estados devido a restrições federais que só foram revogadas em 1994. Nos 11 anos seguintes, vários bancos licenciaram o sistema de cartões do Bank of America, formando assim uma rede de bancos que apoiavam o sistema BankAmericard nos Estados Unidos. Os "drops" de cartões de crédito não solicitados continuaram sem parar, graças ao BofA e seus licenciados e concorrentes, até que foram proibidas em 1970, mas não antes de mais de 100 milhões de cartões de crédito terem sido distribuídos à população americana.
Em 1968, Dee Hock, gerente do National Bank of Commerce (mais tarde Rainier Bancorp), foi convidado a supervisionar o lançamento de sua própria versão licenciada do BankAmericard no mercado do noroeste do Pacífico. Embora o Bank of America tenha cultivado a imagem pública de que os problemas iniciais do BankAmericard estavam agora seguramente no passado, Hock percebeu que o próprio programa de licenciados do BankAmericard estava em terrível desordem porque havia se desenvolvido e crescido muito rapidamente de forma improvisada. Por exemplo, as questões de transações de "intercâmbio" entre bancos estavam se tornando um problema muito sério, que não havia sido visto antes, quando o Bank of America era o único emissor de BankAmericards. Hock sugeriu aos outros licenciados que formassem um comitê para investigar e analisar os diversos problemas do programa de licenciados; eles prontamente o nomearam presidente desse comitê.
Após longas negociações, o comitê liderado por Hock conseguiu persuadir o Bank of America de que um futuro brilhante estava à frente do BankAmericard - fora do Bank of America. Em junho de 1970, o Bank of America abriu mão do controle do programa BankAmericard. Os vários bancos emissores do BankAmericard assumiram o controle do programa, criando a National BankAmericard Inc. (NBI), uma corporação independente de Delaware que seria responsável por gerenciar, promover e desenvolver o sistema BankAmericard nos Estados Unidos. Em outras palavras, o BankAmericard foi transformado de um sistema de franquia em um consórcio ou aliança controlada em conjunto, como seu concorrente Master Charge. Hock tornou-se o primeiro presidente e CEO da NBI.

No entanto, o Bank of America manteve o direito de licenciar diretamente o BankAmericard para bancos fora dos Estados Unidos e continuou a emitir e apoiar essas licenças. Em 1972, as licenças já haviam sido concedidas em 15 países. Os licenciados internacionais logo se depararam com uma série de problemas em seus programas de licenciamento e contrataram Hock como consultor para ajudá-los a reestruturar seu relacionamento com o BofA, como ele havia feito com os licenciados nacionais. Como resultado, em 1974, a International Bankcard Company (IBANCO), uma corporação multinacional, foi fundada para gerenciar o programa internacional BankAmericard.
Em 1976, os diretores do IBANCO determinaram que reunir as várias redes internacionais em uma única rede com um único nome internacionalmente seria do interesse da corporação; no entanto, em muitos países, ainda havia grande relutância em emitir um cartão associado ao Bank of America, mesmo que a associação fosse inteiramente nominal por natureza. Por esse motivo, em 1976, o BankAmericard, o Barclaycard, o Carte Bleue, o Chargex, o Sumitomo Card e todos os outros licenciados se uniram sob o novo nome, "Visa", que manteve a bandeira azul, branca e dourada característica. A NBI tornou-se a Visa USA e o IBANCO tornou-se a Visa International.
O termo Visa foi concebido pelo fundador da empresa, Dee Hock. Ele acreditava que a palavra era instantaneamente reconhecível em muitos idiomas e em muitos países e que também denotava aceitação universal.
O anúncio da transição foi feito em 16 de dezembro de 1976, com os cartões VISA substituindo os cartões BankAmericard que estavam expirando a partir de 1º de março de 1977 (inicialmente com o nome BankAmericard e o nome VISA no mesmo cartão), e os vários cartões emitidos pelo Bank of America em todo o mundo sendo eliminados gradualmente até o final de outubro de 1979.

### IPO e reestruturação
Em 11 de outubro de 2006, a Visa anunciou que alguns de seus negócios seriam fundidos e se tornariam uma empresa de capital aberto, a Visa Inc. De acordo com a reestruturação da IPO, a Visa Canadá, a Visa International e a Visa USA foram incorporadas à nova empresa de capital aberto. A operação da Visa na Europa Ocidental tornou-se uma empresa separada, de propriedade de seus bancos membros, que também terão uma participação minoritária na Visa Inc. No total, mais de 35 bancos de investimento participaram da transação em diversas funções, principalmente como subscritores.
Em 3 de outubro de 2007, a Visa concluiu sua reestruturação corporativa com a formação da Visa Inc. A nova empresa foi o primeiro passo para a abertura de capital da Visa. O segundo passo ocorreu em 9 de novembro de 2007, quando a nova Visa Inc. apresentou seu pedido de IPO de US$ 10 bilhões à Comissão de Valores Mobiliários dos Estados Unidos (SEC). Em 25 de fevereiro de 2008, a Visa anunciou que faria uma IPO de metade de suas ações. A IPO foi realizada em 18 de março de 2008. A Visa vendeu 406 milhões de ações a US$ 44 por ação (US$ 2 acima do limite superior da faixa de preço esperada de US$ 37-42), levantando US$ 17,9 bilhões no que foi, na época, a maior oferta pública inicial da história dos Estados Unidos. Em 20 de março de 2008, os subscritores da IPO (incluindo JP Morgan, Goldman Sachs, Bank of America Securities, Citi, HSBC, Merrill Lynch, UBS Investment Bank e Wachovia Securities) exerceram sua opção de lote suplementar, comprando mais 40,6 milhões de ações, elevando o total de ações da Visa na IPO para 446,6 milhões e elevando o total de recursos para US$ 19,1 bilhões. A Visa agora é negociada sob o símbolo "V" na Bolsa de Valores de Nova York (NYSE).